# Larry Siedentop
Larry Alan Siedentop CBE (Chicago, 24 de mayo de 1936 – 13 de junio de 2024) fue un politólogo, historiador y filósofo estadounidense. Fue titular de la primera cátedra de Historia de las Ideas en la Universidad de Sussex en Falmer; enseñó filosofía política como miembro del Keble College de la Universidad de Oxford y escribió obras fundamentales sobre la democracia occidental.

## Vida y Obra
Siedentop creció en una familia neerlandesa-alemana que pertenecía a la iglesia calvinista. Primero estudió en la Universidad de Harvard, y en 1948 se trasladó a Oxford. Se dedicó especialmente al liberalismo francés del siglo XIX y se convirtió en un experto en el pensamiento político francés. También fue biógrafo de Alexis de Tocqueville y autor del libro Democracy in Europe, publicado en 2000 y traducido al alemán en 2002. En este libro, compara la democracia europea y la unificación con el desarrollo del estado federal estadounidense. También colaboró con el Financial Times. En 2014, apareció su obra más reciente, Inventing the Individual: The Origins of Western Liberalism, que fue traducida al alemán en 2015. Siedentop también fue crítico social y cultural, señalando la ausencia de religión en la posguerra y el consecuente desconocimiento histórico. Según él, una de las funciones de los servicios religiosos y la predicación era plantear cuestiones fundamentales.

### La invención del individuo. El liberalismo y el mundo occidental
En su libro de 476 páginas, Siedentop describe, fundamenta y demuestra que el liberalismo y el secularismo occidentales surgieron de creencias cristianas como la igualdad y la libertad. La caridad y la capacidad de persuasión del cristianismo se extendieron en el Imperio Romano tardío y moldearon decisivamente la cultura europea posterior. Las iglesias y monasterios promovieron la educación, así como la igualdad y la individualidad, desafiando la estructura familiar autoritaria del pater familias y su desigualdad motivada religiosamente. Estos valores morales, logrados a lo largo de largos períodos, están hoy en día amenazados por el fundamentalismo y los regímenes autoritarios.
Siedentop se basa principalmente en el trabajo "La Ciudad Antigua" del historiador francés Fustel de Coulanges para la antigüedad, en el historiador irlandés y especialista en Agustín de Hipona, Peter Brown, para el cristianismo primitivo, y en el escritor francés François Guizot para la Edad Media. Sus tesis han encontrado gran resonancia, tanto en términos de amplia aceptación como de críticas y rechazo. Los críticos le han acusado de usar demasiadas fuentes secundarias, pero Siedentop justificó su elección de fuentes.

## Escritos
- Tocqueville, 1994
  - Francois Guizot, La historia de la civilización en Europa. Editado con una introducción de  Larry Siedentop, 1997
  - Democracia en Europa, Penguin Press, 2000 Democracia en Europa, Klett-Cotta Stuttgart, 2002, ISBN 3-608-94041-3
  - Inventar al individuo: los orígenes del liberalismo occidental, Allen Lane, 2014, ISBN 0-713-99644-7
- La invención del individuo. El liberalismo y el mundo occidental, Klett-Cotta, Stuttgart, 2015, ISBN 978-3-608-94886-8